# Somerville, Tennessee
Somerville är administrativ huvudort i Fayette County i Tennessee. Orten har fått sitt namn efter militären Robert Somerville. Somerville hade 3 094 invånare enligt 2010 års folkräkning.